# Resolutie 233 Veiligheidsraad Verenigde Naties
Resolutie 233 van de Veiligheidsraad van de Verenigde Naties was de eerste Veiligheidsraadsresolutie die in 1967 werd aangenomen. Dat gebeurde op de 1348e vergadering van de Raad op 6 juni. De Veiligheidsraad riep op tot een staakt-het-vuren tussen Israël enerzijds en Egypte, Syrië en Jordanië anderzijds.

## Achtergrond
Sinds het uitroepen van de staat Israël in 1948 had geen enkel Arabisch land Israël erkend en velen verwachtten niet dat Israël als staat nog erg lang zou blijven bestaan. Na de oorlog van 1956 ontstond opnieuw een labiel evenwicht. De spanningen liepen in 1967 weer hoog op. Op 1 juni verklaarde Nasser:
De legers van Egypte, Jordanië, Syrië en Libanon staan klaar aan de grenzen van Israël... om de uitdaging aan te gaan...
Israël opende op 5 juni een preventieve aanval, wat zou leiden tot de Zesdaagse Oorlog.

## Inhoud
De Veiligheidsraad merkte het mondeling verslag van secretaris-generaal U Thant over de situatie op, en had de verklaringen binnen de Raad gehoord.
De Veiligheidsraad was bezorgd over het uitbreken van de gevechten en de bedreigende situatie in het Nabije Oosten. De regeringen werden opgeroepen om onverwijld als eerste stap alle maatregelen te nemen voor een onmiddellijk staakt-het-vuren en om alle militaire activiteiten in het gebied te beëindigen. De secretaris-generaal werd verzocht om de Raad onverwijld en voortdurend op de hoogte te houden van ontwikkelingen.
Lijst ·  233 ·  234 ·  235 ·  236 ·  237 ·  238 ·  239 ·  240 ·  241 ·  242 ·  243 ·  244